# Geoffrey Lloyd
Sir Geoffrey Ernest Richard Lloyd, oft auch G. E. R. Lloyd, (* 25. Januar 1933 in Swansea, Südwales) ist ein britischer Altphilologe und Wissenschaftshistoriker.
Er ist Senior Scholar-in-residence am Needham Research Institute der University of Cambridge und war zwischen 1989 und 2000 Master am Darwin College von Cambridge. Seine Forschungsschwerpunkte liegen in der Wissenschafts-, Philosophie- und Medizingeschichte der Antike, insbesondere in der vergleichenden Analyse der antiken griechischen und chinesischen Wissenschaftsgeschichte.

## Leben
Geoffrey Lloyd wurde 1933 in Swansea geboren. Sein Vater war Arzt und ging als Spezialist für Tuberkulose nach London.

### Ausbildung
Aufgrund mehrerer kriegsbedingter Ortswechsel besuchte Geoffrey Lloyd bis zu seinem 12. Lebensjahr sechs verschiedene Schulen. Anschließend folgte er seinem Bruder, der dort Schulsprecher war, auf die elitäre Charterhouse School in Surrey. Von der Privatschule und ihrer altphilologischen Ausrichtung mit ihrer Betonung sportlicher Fähigkeiten war er überaus enttäuscht – in den Novellen von Frederic Raphael und Simon Raven (1927–2001) fand er später die Schule, wie er sie erlebt hatte, nicht wieder. Lloyd trotzte der nach seinen Worten anti-intellektuellen Grundhaltung der Schule, schloss sich einer Lyrik-Gruppe an und studierte intensiv Mathematik. Mit siebzehn Jahren versuchte er vergeblich, nach Oxford zu kommen. Er blieb an der Charterhouse School und lernte in seinem letzten Schuljahr Italienisch bei Wilfrid Noyce (1917–1962), 1953 Mitglied im Erstbesteigungsteam des Mount Everest. Altphilologie wählte er im letzten Jahr ab und studierte stattdessen Geschichte.
Sein anschließender Wechsel auf das King’s College der University of Cambridge war für Lloyd, wie er 2005 in einem Interview sagte, im Vergleich zu Charterhouse eine absolute Befreiung („absolute liberation“). Hier wurde er Mitglied der ehemaligen, 1820 gegründeten intellektuellen Geheimgesellschaft Cambridge Apostles. Unter dem Einfluss von John Raven entwickelte er am King’s College ein besonderes Interesse für die Philosophie der Vorsokratiker. Die Jahre 1954/55 verbrachte er in Athen, wo er neben Neugriechisch das Spiel auf der Bouzouki lernte. Später wandte er sich der griechischen Medizingeschichte zu.

### Wissenschaftliche Karriere
Lloyds Dissertation bei Geoffrey Kirk spiegelt sein großes Interesse an der antiken griechischen Philosophie und an der Anthropologie wider. Die Untersuchung zu den Strukturen der Polarität und Analogie im griechischen Denken veröffentlichte er 1966 in überarbeiteter Fassung unter dem Titel Polarity and Analogy: Two Types of Argumentation in Early Greek Thought.
1958 wurde Lloyd zum National Service einberufen und war während des EOKA-Aufstands auf dem zu dieser Zeit britisch besetzten Zypern stationiert. Nach seiner Rückkehr nach Cambridge 1960 regten ihn Gespräche mit dem Ethnosoziologen Edmund Leach an, sich intensiv mit der neuen Theorie von Claude Lévi-Strauss zum ethnologischen Strukturalismus zu beschäftigen.
1965 wurde er mit Unterstützung des Althistorikers Moses I. Finley assistant Lecturer in Cambridge. 1983 erhielt er einen Lehrstuhl für antike Philosophie und Wissenschaft.
Ein immer wiederkehrendes Element seines wissenschaftlichen Ansatzes bestand in der Frage, welchen Einfluss der politische Diskurs auf den wissenschaftlichen Diskurs im antiken Griechenland hatte.

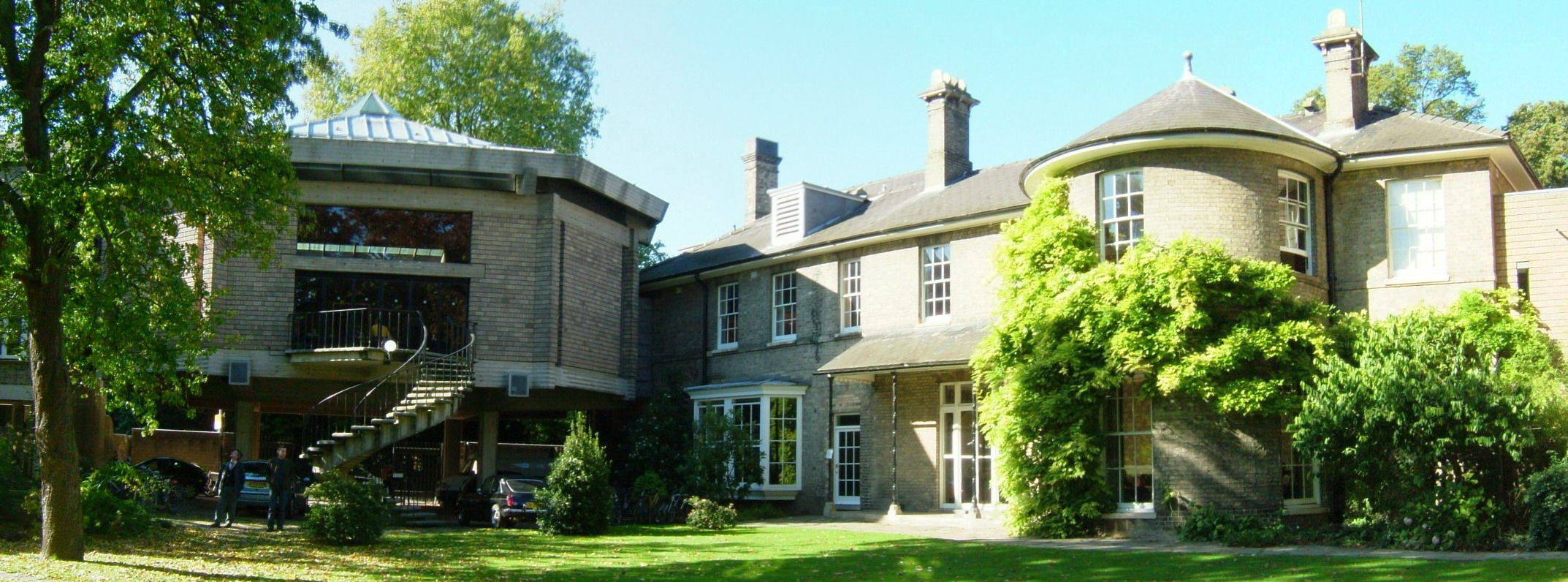
Darwin College an der University of Cambridge, an dem Geoffrey Lloyd von 1989 bis 2000 als Master tätig war

Lloyd hielt Vortragsreisen in verschiedenen europäischen Ländern. 1981 war er Fellow der „Japan Society for the Promotion of Science“ in Tokio. Nach einer Gastprofessur (visiting professor) an der Peking-Universität 1987 beschäftigte sich Lloyd zunehmend mit dem Klassischen Chinesisch. Daraus gewann er eine Perspektive für seine neueren Arbeiten, die, aufbauend auf Joseph Needhams bahnbrechenden Studien zur chinesischen Wissenschaftsgeschichte, den Einfluss der jeweiligen politischen Kulturen auf den Wissenschaftsdiskurs im antiken China und Griechenland vergleichend untersuchen. Zudem verglich er die Entwicklung der Medizin in den beiden Kulturen (The Way and the Word: Science and Medicine in Early China and Greece, 2002).
1989 berief ihn das Cambridger Darwin College zum Master und ernannte ihn nach seiner Emeritierung im Jahr 2000 zum Ehrenmitglied (Honorary Fellow). Zu seinen Schülern zählte unter anderem der israelische Altphilologe, Wissenschaftsphilosoph, Wissenschafts- und Mathematikhistoriker Reviel Netz, der 1995 bei Lloyd als British Council Fellow promovierte. 1991 reiste Lloyd für eine Gastprofessur an der Universität Tōhoku nach Sendai, Japan. 2001 war er der erste „Zhu Kezhen Gastprofessor“ für Wissenschaftsgeschichte am Pekinger „Institute for the History of Natural Science“. Von 1992 bis 2002 war Lloyd zudem Vorsitzender des East Asian History of Science trust der University of Cambridge, der im Needham Research Institute aufgegangen ist. Seit 2002 ist er Senior Scholar-in-residence des Institutes. Lloyd verbringt heute einen großen Teil des Jahres in Spanien, wo er weiterhin wissenschaftlich arbeitet. So veröffentlichte er 2007 Studien zur Einheit und Vielfalt des menschlichen Geistes unter dem Titel Cognitive Variations: Reflections on the Unity and Diversity of the Human Mind. 2009 folgten in der
Oxford University Press seine vergleichenden kulturellen Studien zur Herausbildung von Eliten, Bildung und Innovation: Disciplines in the making: cross-cultural perspectives on Elites, Learning and Innovation.

## Ehrungen und Auszeichnungen
1983 wählte die Britische Akademie Geoffrey Lloyd zum Fellow. 1987 zeichnete ihn die von George Sarton und Lawrence Joseph Henderson gegründete History of Science Society (HSS) mit der George-Sarton-Medaille aus, einem hoch renommierten Preis für Wissenschaftsgeschichte. 1989 wurde er zum Mitglied der Academia Europaea gewählt. 1995 nahm ihn die American Academy of Arts and Sciences und 1997 die International Academy for the History of Science als Ehrenmitglied auf. Gleichfalls 1997 wurde er zum Knight Bachelor ernannt, sodass seinem Namen seither das Adelsprädikat „Sir“ vorangestellt wird. 2001 erhielt er die Kenyon Medal for Classical Studies der British Academy. 2013 wurde Lloyd mit dem Dan-David-Preis ausgezeichnet.

## Veröffentlichungen
Geoffrey Lloyd gehört dem Beirat von zehn wissenschaftlichen Zeitschriften an, darunter History and Philosophy of Science, Journal for the History of Astronomy, Physis, History of the Human Sciences, Arabic Sciences and Philosophy, Endoxa sowie Antiquorum Philosophia. Er veröffentlichte über 140 Fachartikel und ebenso viele Buchbesprechungen. Er gab vier Bücher heraus und veröffentlichte 19 eigene Bücher, darunter:

### Autor
- 1966. Polarity and Analogy: Two Types of Argumentation in Early Greek Thought. Cambridge Cambridge: Cambridge Univ. Pr., ISBN 0-521-05578-4; reprint Bristol Classical Press, 1922. ISBN 0-87220-140-6.
- 1968. Aristotle: The Growth and Structure of his Thought. Cambridge: Cambridge Univ. Pr., ISBN 0-521-09456-9.
- 1970. Early Greek Science: Thales to Aristotle. New York: W.W. Norton & Co. ISBN 0-393-00583-6.
- 1973. Greek Science after Aristotle. New York: W.W. Norton & Co., 1973. ISBN 0-393-00780-4.
- 1979. Magic Reason and Experience: Studies in the Origin and Development of Greek Science. Cambridge: Cambridge Univ. Pr. ISBN 0-521-29641-2.
- 1983. Science, Folklore and Ideology. Cambridge: Cambridge Univ. Pr. ISBN 0-521-27307-2.
- 1987. The Revolutions of Wisdom: Studies in the Claims and Practice of Ancient Greek Science (Sather Classical Lectures, 52). Berkeley: Univ. of California Pr., ISBN 0-520-06742-8.
- 1990. Demystifying Mentalities. Cambridge: Cambridge Univ. Pr. ISBN 0-521-36680-1.
- 1991. Methods and Problems in Greek Science. Cambridge: Cambridge Univ. Pr. ISBN 0-521-39762-6.
- 1996. Adversaries and Authorities: Investigations into ancient Greek and Chinese Science. Cambridge: Cambridge Univ. Pr. ISBN 0-521-55695-3.
- 1996. Aristotelian Explorations. Cambridge: Cambridge Univ. Pr. ISBN 0-521-55619-8.
- 2002. The Ambitions of Curiosity: Understanding the World in Ancient Greece and China. Cambridge: Cambridge Univ. Pr. ISBN 0-521-81542-8.
- 2002. with Nathan Sivin. The Way and the Word: Science and Medicine in Early China and Greece. New Haven: Yale Univ. Pr. ISBN 0-300-10160-0.
- 2003. In the Grip of Disease: Studies in the Greek Imagination. New York: Oxford Univ. Pr. ISBN 0-19-927587-4.
- 2004. Ancient Worlds, Modern Reflections: Philosophical Perspectives on Greek and Chinese Science and Culture. New York: Oxford Univ. Pr. ISBN 0-19-928870-4.
- 2005. The Delusions of Invulnerability: Wisdom and Morality in Ancient Greece, China and Today. London: Duckworth. ISBN 0-7156-3386-4.
- 2006. Principles And Practices in Ancient Greek And Chinese Science (Variorum Collected Studies Series). Aldershot: Ashgate. ISBN 0-86078-993-4.
- 2007. Cognitive Variations: Reflections on the Unity and Diversity of the Human Mind. New York: Oxford Univ, Pr. ISBN 0-19-921461-1.
- 2009. Disciplines in the making: cross-cultural perspectives on Elites, Learning and Innovation. New York: Oxford Univ, Pr. ISBN 0-19-956787-5.

### Herausgeber
- 1978 (mit John Chadwick). Hippocratic Writings (Penguin Classics). Penguin Books. ISBN 0-14-044451-3.
- 1978 (mit Gwilym Ellis Lane Owen (G.E.L.Owen)). Aristotle on Mind and the Senses (Cambridge Classical Studies). Cambridge: Cambridge Univ. Pr. Reprint 2007. ISBN 0-521-21669-9.
- 1996 (mit Jacques Brunschwig). Le Savoir Grec, Paris Flammarion (pp 1095). Deutsch: Das Wissen der Griechen: eine moderne Enzyklopädie. Unter Mitarb. von Pierre Pellegrin; Deutsche Übersetzung: Volker Breidecker … et al., NZZ-Verlag, Zürich 2000, ISBN 978-3-85823-866-5.
- 2001 (mit Giuseppe Cambiano und Mario Vegetti). Storia della scienza, vol 1 sez 4, La Scienza greco-romana, Rome, Enciclopedia Italiana (S. 537–1044)